# Muzułmanie z narodowości
Muzułmanie z narodowości – w latach 1971–1992 naród zamieszkujący terytorium Jugosławii. Wielu Muzułmanów z narodowości podaje obecnie narodowość boszniacką. Liczbę Muzułmanów z narodowości szacuje się na około 50 tysięcy.

## Pochodzenie
Za czasów panowania Turków na Półwyspie Bałkańskim wielu Słowian, a konkretnie Serbów i Chorwatów przyjęło islam dla wygodniejszego życia w imperium muzułmańskich Turków. Reszta Słowian pozostała wierna chrześcijaństwu, jednak za cenę niższego standardu życiowego. Przez kolejne stulecia w muzułmańskim imperium Słowianie muzułmańscy wiedli o wiele lepsze życie niż Słowianie chrześcijańscy, co powodowało u muzułmanów większe przywiązanie do religii niż do narodowości, a co za tym idzie utraty świadomości narodowej. W 1948 r. muzułmanie mogli się zadeklarować jako Chorwaci-muzułmanie, Serbowie-muzułmanie lub też Muzułmanie bez podawania narodowości. W 1961 r. przypisano im status grupy etnicznej, a w 1971 r. Josip Broz Tito uznał ich za odrębny naród po to, aby zakończyć wieloletni spór serbsko-chorwacki o przynależność muzułmanów do ich narodowości.

## Współcześnie
Secesja Bośni i Hercegowiny była jednocześnie szansą dla muzułmanów sztucznej narodowości (Muzułmanie) na stanie się konkretnym narodem, posiadającym własne państwo, a nie tylko bezpaństwową grupą religijną. Po ogłoszeniu niepodległości Bośni i Hercegowiny niemalże wszyscy muzułmanie podali narodowość boszniacką i prawie wszyscy muzułmanie z regionu Serbii – Sandżaku, wraz z zamieszkującą tam mniejszością turecką. Obecnie liczbę Muzułmanów szacuje się na około 50 tys., najwięcej z nich zamieszkuje Serbię (13 tys.), Bośnię i Hercegowinę (12 tys.), Słowenię (10 tys.), Czarnogórę (10 tys.), a Chorwację (4 tys.).

## Język
Muzułmanie z narodowości posługują się językiem serbsko-chorwackim. Najczęściej używaną przez nich ustandaryzowaną formą serbsko-chorwackiego jest język bośniacki. Język bośniacki zaczął być oficjalnie akceptowany przez większość językoznawców po rozpadzie Jugosławii, więc jednocześnie po secesji Muzułmanie nie tylko stali się konkretnym narodem, ale też „otrzymali” własny język. Przed secesją głoszono, że muzułmanie z Sandżaku są częścią muzułmanów z Bośni i Hercegowiny i nawoływano ich do posługiwania się odłamem języka serbsko-chorwackiego – językiem bośniackim. Niewielu Muzułmanów posługuje się innymi standardami serbsko-chorwackiego (serbski, chorwacki, czarnogórski).